# 粉雄救兵
《粉雄救兵》（英語：Queer Eye）是美國一檔真人實境秀節目，於2003年3月在美國精彩電視台首播，開播名為，後來則為擴大節目內涵改為今名。該節目由執行製作人大衛·科林斯和邁克爾·威廉斯與童軍製作公司的大衛·梅茨勒合作製作。
該節目的靈感來自對男同性戀者（酷兒）在時尚、个人修养、室内设计等方面做得較佳的刻板印象。在節目中，每一集都會由節目主持人「神奇五人組」（Fab 5）為一般是異性戀的男子在服裝、室內設計等方面進行改造，并給予他們一些打扮、生活方式與烹飪的建議。
在開播后很快取得了意想不到的成功，在全球衍生出了新版本，並開發出了女性導向的《粉雌救兵》番外。Netflix在2017年1月宣佈重啟該節目，並預定一季八集。2018年2月7日，節目復播，獲得了好評。

## 節目起源
製作人之一的戴維·柯林斯（David Collins）前往波士頓一間畫廊參觀，意外見到一名女士不斷地挑剔身旁的丈夫，為什麼外表不能像她們對面的那群同志一樣光鮮亮麗。可能是她指指點點的動作太明顯，引起那群同志們的注意。這群友善的同志竟走到她身邊，好心地為她丈夫提供造型建議。這也讓戴維靈機一動，決定與另一名製作人戴維·梅茨勒（David Metzler）共同創造出《酷男的異想世界》。
他們指出，《酷男的異想世界》其實只是遵循著一個理念：不論是同志或異性戀，都想讓自己更好看、更會作菜、更會穿衣服、舉止更合宜，甚至是生活得更精彩。而同志和異性戀，其實並沒有太大的差異。戴維·柯林斯幽默地說「同志和異性戀，或許在臥室裡做的事有點不一樣，可是他們最終都還是男人。」(戴維·梅茨勒與戴維·柯林斯/「酷男的異想世界」文字版)

## 節目主持
此節目五位主持人均為酷兒。
2003年主持人為：
- 凱恩（Kyan Douglas）—打扮高手，負責髮型與肌膚保養
- 泰德（Ted Allen）—美酒佳餚高手，負責美食美酒料理
- 唐（Thom Filicia）—室內設計高手，負責室內裝潢大改造
- 卡森（Carson Kressley）—時裝高手，負責衣著與個人風格設計
- 傑（Jai Rodriguez）—社交高手，負責文化修養與品味

Netflix（2018年）主持人：
- 譚·法蘭斯（Tan France）—時尚達人
- 安東尼·波羅夫斯基（Antoni Porowski）—廚師
- 鮑比·伯克（Bobby Berk）—室內設計師
- 喬納森·范奈斯（Jonathan Van Ness）—造型師
- 卡拉莫·布朗（Karamo Brown）—文化專家

## 外部連結
- 《酷男的異想世界》英文網站
- 《酷男的異想世界》Netflix中文專題